# Let's start now
「Let's start now」（レッツ・スタート・ナウ）は、榊原ゆいの26作目のシングル。

## 収録曲
1. Let's start now [3:59]
作詞：中山♡マミ、作曲・編曲：不知火つばさ
PCゲーム『空を仰ぎて雲たかく』OP主題歌
2. I don't wanna forget [4:04]
作詞：中山♡マミ、作曲・編曲：椎名俊介
PCゲーム『空を仰ぎて雲たかく』・PSP版『空を仰ぎて雲たかく Portable』エンディングテーマ
3. Let's start now（Instrumental）
4. I don't wanna forget（Instrumental）